# 京阪神ビルディング
京阪神ビルディング株式会社（けいはんしんビルディング、英: Keihanshin Building Co., Ltd.）は、大阪府大阪市に本社を置く、オフィスビル並びにウインズ（場外勝馬投票券発売所）の建物を運営管理する会社である。

## 概要
1948年に京阪神急行電鉄（現在の阪急電鉄）子会社の『京阪神競馬株式会社』として創業し、阪神競馬場の建設・管理・運営並びに、大阪市、京都市、神戸市の各ウインズの建設・管理を行なう。その後1955年に阪神競馬場の管理・運営を日本中央競馬会(JRA)に譲ったが、現在もウインズは当社が管理・運営し、JRAが賃借している。1956年には社名を『京阪神不動産株式会社』に変更した。
1970年に住友銀行グループへ株式が譲渡され、以降はオフィスビルを中心とした賃貸不動産を近畿圏を中心として各地で展開している。このため現在も三井住友銀行との関係が深く、銀行系不動産会社にも分類される。
2011年10月1日に『京阪神ビルディング株式会社』へ社名を変更している。

## 沿革
- 1948年（昭和23年）12月 - 京阪神競馬株式会社として設立。
- 1949年（昭和24年）5月 - 大阪証券取引所 市場第一部に上場。
- 1956年（昭和31年）3月 - 京阪神不動産株式会社に商号変更。
- 2011年（平成23年）10月 - 京阪神ビルディング株式会社に商号変更。

## 事業

### 主な事業所
オフィスビル
- 京阪神 御堂筋ビル
- 京阪神 瓦町ビル
- 京阪神 淀屋橋ビル
- 京阪神 安土町ビル
- 京阪神 虎ノ門ビル
- 京阪神 御成門ビル
- 京阪神 府中ビル（NEC中河原技術センター）
- 京阪神 代々木公園ビル（株式会社イッセイミヤケ本社）

データセンタービル
- 京阪神 OBPビル
- 京阪神 西心斎橋ビル
- 京阪神 新町第1ビル
- 京阪神 新江坂ビル
- 京阪神 中津ビル
- 京阪神 北堀江ビル
- 京阪神 新町第2ビル
- 京阪神 豊崎ビル

ウインズ（場外馬券場）
- ウインズ梅田A・B館ビル
- ウインズ神戸B・C館ビル
- ウインズ難波
- ウインズ京都ビル

### 連結子会社
- 京阪神建築サービス株式会社